# Aeroport José Aponte de la Torre
L'Aeroport José Aponte de la Torre és un aeroport d'ús públic propietat de la Autoritat portuària de Puerto Rico i localitzat a 3,7 de Ceiba, Puerto Rico. Ell està inclòs en el Pla Nacional Integrat de Sistemes d'Aeroport de 2011-2015, categoritzat com un aeroport d'aviació general. L'aeroport ofereix un servei regular de passatgers a través de tres línies aèries comercials, per a les illes de Vieques i Culebra.
Fou inaugurat el 2008 en l'antiga Estació Naval Roosevelt Roads, en substitució de l'Aeroport Diego Jiménez Torres de Fajardo. L'aeroport es fa servir com a lloc de proves pel Google Loon, un projecte per a subministrar internet d'alta velocitat usant globus d'aire calent.
Ocupa una àrea de 666 hectàrees a una altitud de 12 metres per sobre del nivell del mar. Disposa d'una pista d'operació designada 7/25 amb superfície de asfalt de 3.353 m × 46 m. Hi ha també una pista tancada designada 18/36 de 1.768 m × 30 m.

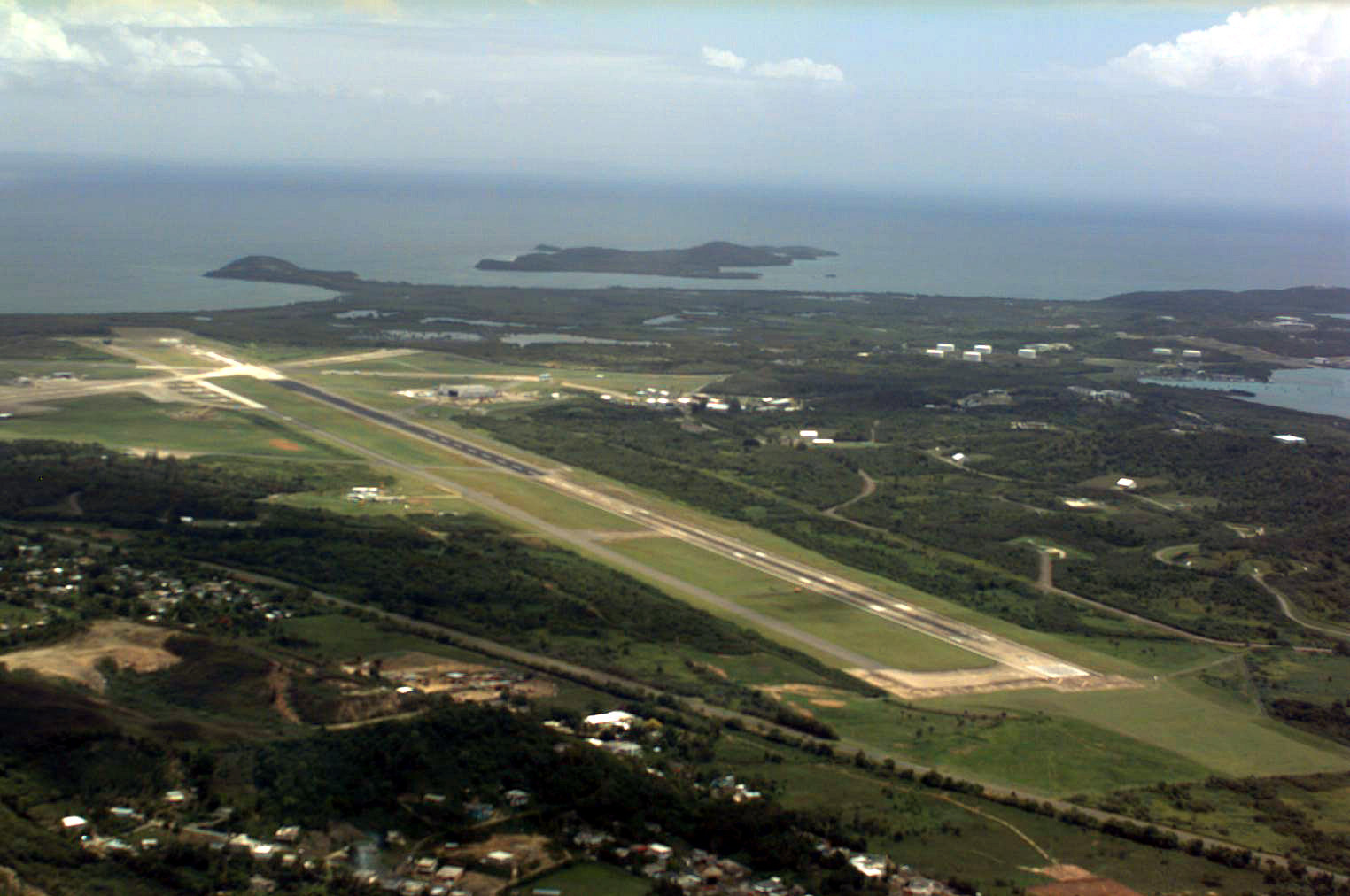
Vista aèria de l'antiga Estació Aèria Naval de Roosevelt Roads, 1994.